# Penstemon carnosus
Espèce
Penstemon carnosus  est une espèce de plantes de la famille des Plantaginacées, originaire d'Amérique du Nord. Elle est connue sous le nom de  Fleshy Beardtongue en anglais.

## Description
Cette espèce est pérenne, native de l’Utah et qui peut atteindre 35cm de hauteur. Les fleurs sont généralement de couleur bleue.